# La Louvière
La Louvière (in vallone El Lovire) è una città e un comune di lingua francese del Belgio, nella provincia di Hainaut.

## Storia
La città è nata dalla separazione del comune di Saint-Vaast, decisa con la legge del 27 gennaio 1869.
L'attuale comune di La Louvière è invece nato dalla fusione operata nel 1977 fra il vecchio comune della città stessa e altri nove comuni (Haine-Saint-Paul, Haine-Saint-Pierre, Saint-Vaast, Trivières, Boussoit, Houdeng-Aimeries, Houdeng-Gœgnies, Maurage, Strépy-Bracquegnies).
L'8 ottobre 2006, il partito socialista perde, in occasione delle elezioni municipali, la maggioranza assoluta che deteneva dal 1977 nell'Entità di La Louvière e dal 1922 nella città stessa. A seguito di lunghi colloqui, il Partito socialista della città decide si associarsi al Movimento Riformatore liberale e al l'UDSC (lista della sinistra).

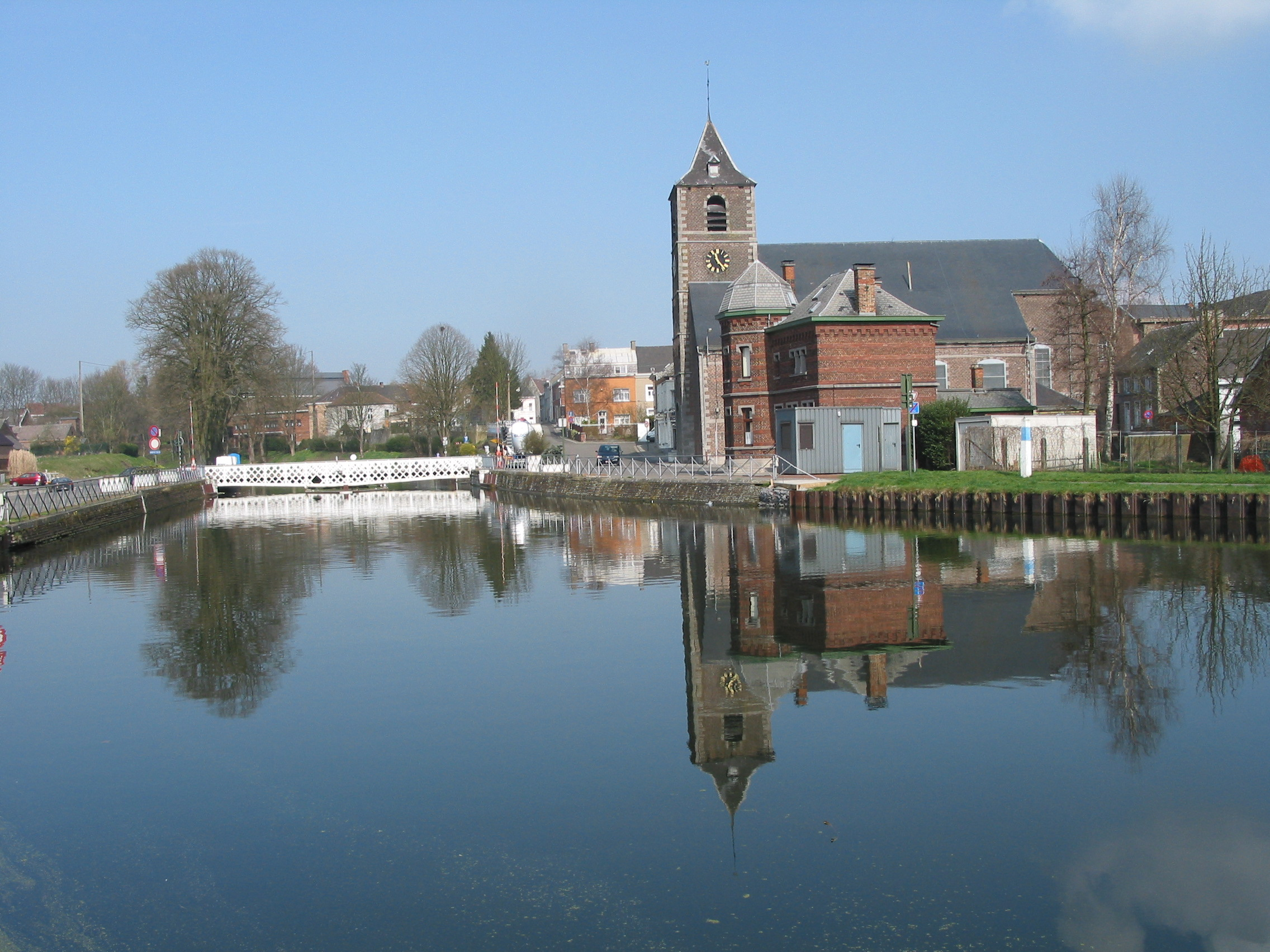
Il villaggio di Houdeng-Aimeries

Nei territori degli ex comuni di Haine-Saint-Pierre e di Haine-Saint-Paul scorre il Haine.

### Simboli
Lo stemma di La Louvière è stato concesso il 5 marzo 1953 e confermato il 16 maggio 1978.

Stemma dell'abbazia di Aulne: d'azzurro, alla fascia d'argento, sormontata da tre merlotti dello stesso

Lo stemma è basato sull'emblema dell'abbazia di Aulne, che mantenne il potere sul villaggio per diversi secoli, a cui è stata aggiunta l'immagine di una lupa (louve in francese) come arma parlante.

## Comuni limitrofi

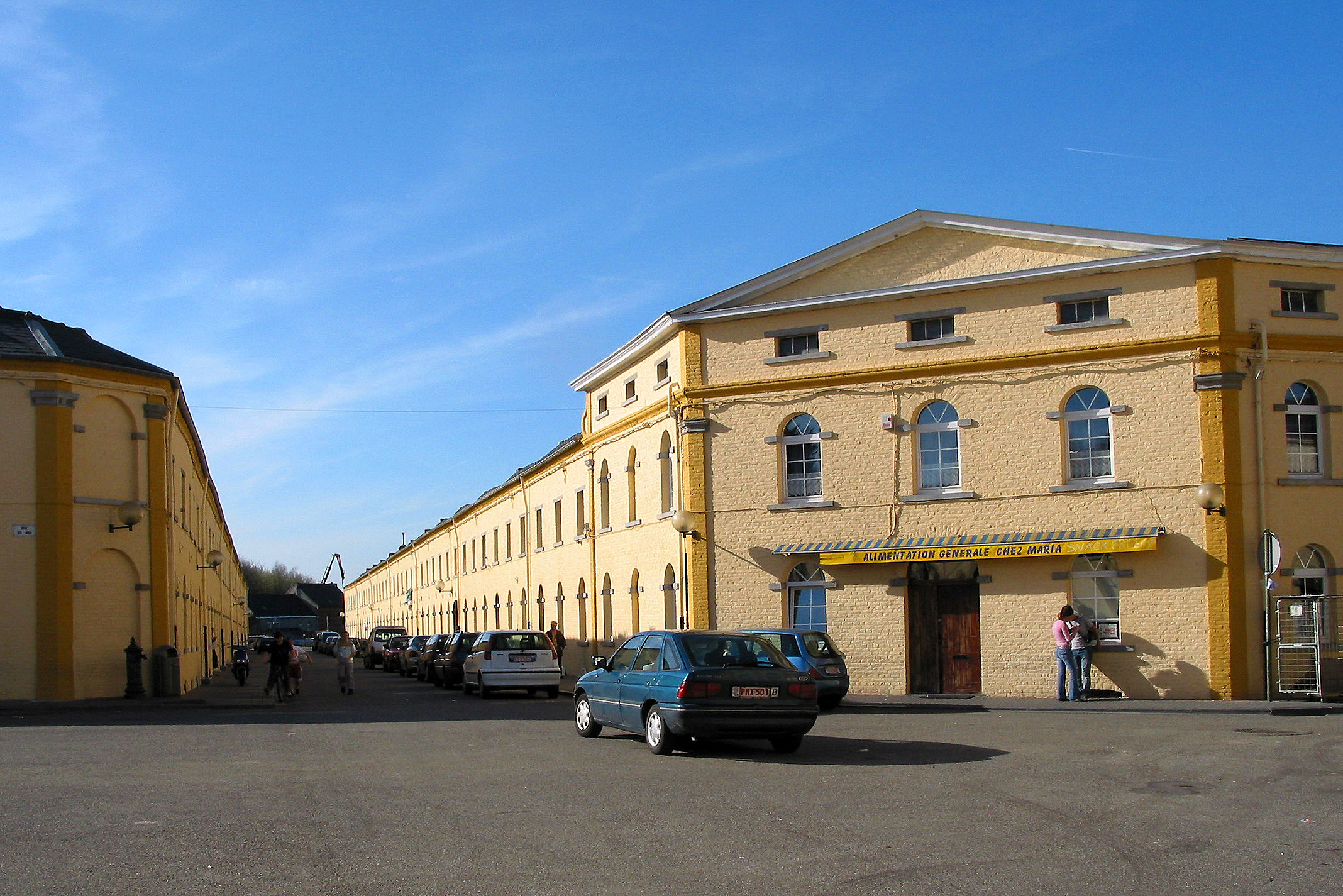
La città ideale di "Bois-du-Luc" (1838-1853).

Binche, Manage, Mons, Morlanwelz, Le Rœulx e Seneffe.

## Gemellaggi
- Saint-Maur-des-Fossés
- Foligno
- Cordova
- Bojnice
- Kalisz
- Aragona, dal 2010
- Roseto degli Abruzzi
- Pineto

## Amministrazione giudiziaria
Arrondissement di Charleroi

## Società

### Evoluzione demografica
- 1977: 77 859 ab.
- 1994: 76 907 ab.
- 2002: 76 533 ab.
- 2005: 77 013 ab.
- 2006: 77 210 ab.
- 2008: 77 616 ab.
- 2012: 78 895 ab.